# Adam Bomb
Adam Bomb (né Adam Brenner le 14 août 1963) est un chanteur et guitariste, ayant travaillé avec différents groupes.
Son style évolue entre le hard rock et le glam metal.

## Biographie

### Seattle
En 1979, à l'âge de 17 ans, lui et Geoff Tate jouèrent dans un coverband du nom de Tyrant. Plus tard, Adam rejoignit le groupe TKO, avec lequel il enregistra l'album In Your Face.

### California
En 1982, alors âgé de 20 ans, Adam auditionna pour rejoindre le groupe Kiss, qu'il loupe de peu (il alla à Los Angeles et leur joua trois de leurs morceaux). Il partagea alors un appartement à Hollywood avec Jeffrey Isbelle, plus connu sous le nom d'Izzy Stradlin. Adam devint vite ami avec Tommy Thayer, un voisin guitariste du groupe Black 'n Blue puis du groupe Kiss, qui lui suggéra de fonder son propre groupe, sous le nom d'Adam Bomb. En 1983, Adam enregistra ses premières démos, produites par Rick Keefer. Il joua aussi durant deux concerts avec Steeler, en remplacement d'Yngwie Malmsteen.
Une année plus tard, Il enregistra d'autres morceaux avec l'aide du batteur Chuck Ruff de Montrose (groupe) et du bassiste Cliff Williams du groupe  AC/DC et finalisa son premier album, Fatal Attraction.

### The Adam Bomb Band
Les années suivantes, Adam Bomb se produisit autant en solo qu'avec différents groupes ou personnes à travers le monde entier, tels que Chuck Berry, Johnny Thunders et le guitariste de Billy Idol Steve Stevens, et enregistra plusieurs albums. Une nuit en 1993, alors qu'Adam jouait au Loft, Axl Rose monta sur scène et chanta avec Adam. Axl expliqua que lui et Izzy l'avaient vu jouer à un concert de TKO en 1983 au Troubadour (Hollywood) et qu'ils souhaitaient lui demander de rejoindre le groupe qu'ils commençaient, mais qu'ils avaient peur qu'Adam refuse.

## Membres
- Adam Bomb - Chant et Guitare
- Paul Del Bello basse guitare (2006-2016)

## Discographie
- 1981 - In Your Face (avec TKO)
- 1984 - Fatal Attraction
- 1989 - Pure S.E.X.
- 1993 - Grave New World
- 1997 - New York Times
- 1999 - Get Animal
- 2000 - Get Animal 2
- 2002 - Third World Roar
- 2005 - Rock Like Fuck
- 2009 - Crazy Motherfucker
- 2012 -  Rock On, Rock Hard, Rock Animal